# 26698 Maryschroeder
26698 Maryschroeder este o planetă minoră (asteroid), cu un diametru de 2,919 km, din centura de asteroizi. A fost descoperită pe 31 martie 2001 la Stația Anderson Mesa de Lowell Observatory Near-Earth-Object Search. 
Obiectul prezintă o orbită caracterizată de o semiaxă mare de 2,3109741 UAi, o excentricitate de 0,26, o înclinație de 25,40825 ° în raport cu ecliptica.